# Бад Херсфелд
Бад Херсфелд (њем. Bad Hersfeld) општина је у њемачкој савезној држави Хесен. Једно је од 20 општинских средишта округа Херсфелд-Ротенбург. Према процјени из 2010. у општини је живјело 30.139 становника. Посједује регионалну шифру (AGS) 6632002, NUTS (DE733) и LOCODE (DE BHE) код.

## Географски и демографски подаци
Бад Херсфелд се налази у савезној држави Хесен у округу Херсфелд-Ротенбург. Општина се налази на надморској висини од 212 метара. Површина општине износи 73,8 km². У самом мјесту је, према процјени из 2010. године, живјело 30.139 становника. Просјечна густина становништва износи 408 становника/km².

## Међународна сарадња
| Мјесто  | Држава    | Врста сарадње | Од    |
| ------- | --------- | ------------- | ----- |
|         | Француска | партнерство   | 1988. |
|         | Чешка     | партнерство   | 1994. |
| Хивинке | Финска    | партнерство   | 2000. |
| Шанже   | Француска | пријатељство  | 2000. |
| Извор   |           |               |       |